# Antoni Gawron
Antoni Gawron (ur. 13 kwietnia 1948 w Rzeszowie) – polski biolog, profesor nauk biologicznych, profesor zwyczajny Uniwersytetu Jana Kochanowskiego w Kielcach i Uniwersytetu Marii Curie-Skłodowskiej w Lublinie, w latach 2007–2016 rektor Państwowej Wyższej Szkoły Zawodowej w Sandomierzu.

## Życiorys
Absolwent Akademii Medycznej w Lublinie (1975). Doktoryzował się w 1981 na Uniwersytecie Marii Curie-Skłodowskiej w Lublinie. Stopień doktora habilitowanego uzyskał w 1994 na UMCS w oparciu o pracę pt. Badania nad oddziaływaniem 8-metoksypsoralenu na błony komórkowe. Tytuł naukowy profesora nauk biologicznych otrzymał 4 kwietnia 2005.
Zawodowo związany z Uniwersytetem Marii Curie-Skłodowskiej w Lublinie, na którym doszedł do stanowiska profesora zwyczajnego w Instytucie Biologii i Biochemii na Wydziale Biologii i Biotechnologii. W 1996 został kierownikiem Zakładu Anatomii Porównawczej i Antropologii, zaś w 2001 objął kierownictwo pracowni mikroskopii elektronowej. Pracował też w Wyższej Szkole Humanistyczno-Przyrodniczej – Studium Generale Sandomiriense, pełniąc w latach 2002–2007 funkcję jej prorektora. W latach 2007–2016 był rektorem Państwowej Wyższej Szkoły Zawodowej w Sandomierzu. Po przekształceniu 1 stycznia 2017 tej uczelni w Wydział Zamiejscowy Uniwersytetu Jana Kochanowskiego w Kielcach, pozostał pracownikiem nowej jednostki na stanowisku profesora zwyczajnego.
Specjalizuje się w cytologii i histologii. Był promotorem siedmiu przewodów doktorskich. Został członkiem Polskiego Towarzystwo Histochemików i Cytochemików, należał do zarządu głównego tej organizacji i przewodniczył oddziałowi lubelskiemu (1992–1999). W 2002 został członkiem rzeczywistym Lubelskiego Towarzystwa Naukowego. Odznaczony m.in. Medalem Komisji Edukacji Narodowej (2004).